# Lyle Campbell
Lyle Richard Campbell, né le 22 octobre 1942 en Oregon, est un linguiste américain, spécialiste des langues amérindiennes, particulièrement celles de Mésoamérique. Il a également étudié les langues ouraliennes. Il est actuellement professeur de linguistique à l'Université d'Hawaï à Mānoa.